# أورالان إليستا
نادي أورالان إليستا لكرة القدم (بالروسية: ФК Элиста) نادي كرة قدم روسي يلعب في دوري الدرجة الثانية . تم تأسيس النادي في سنة 2005 .